# 64-bit

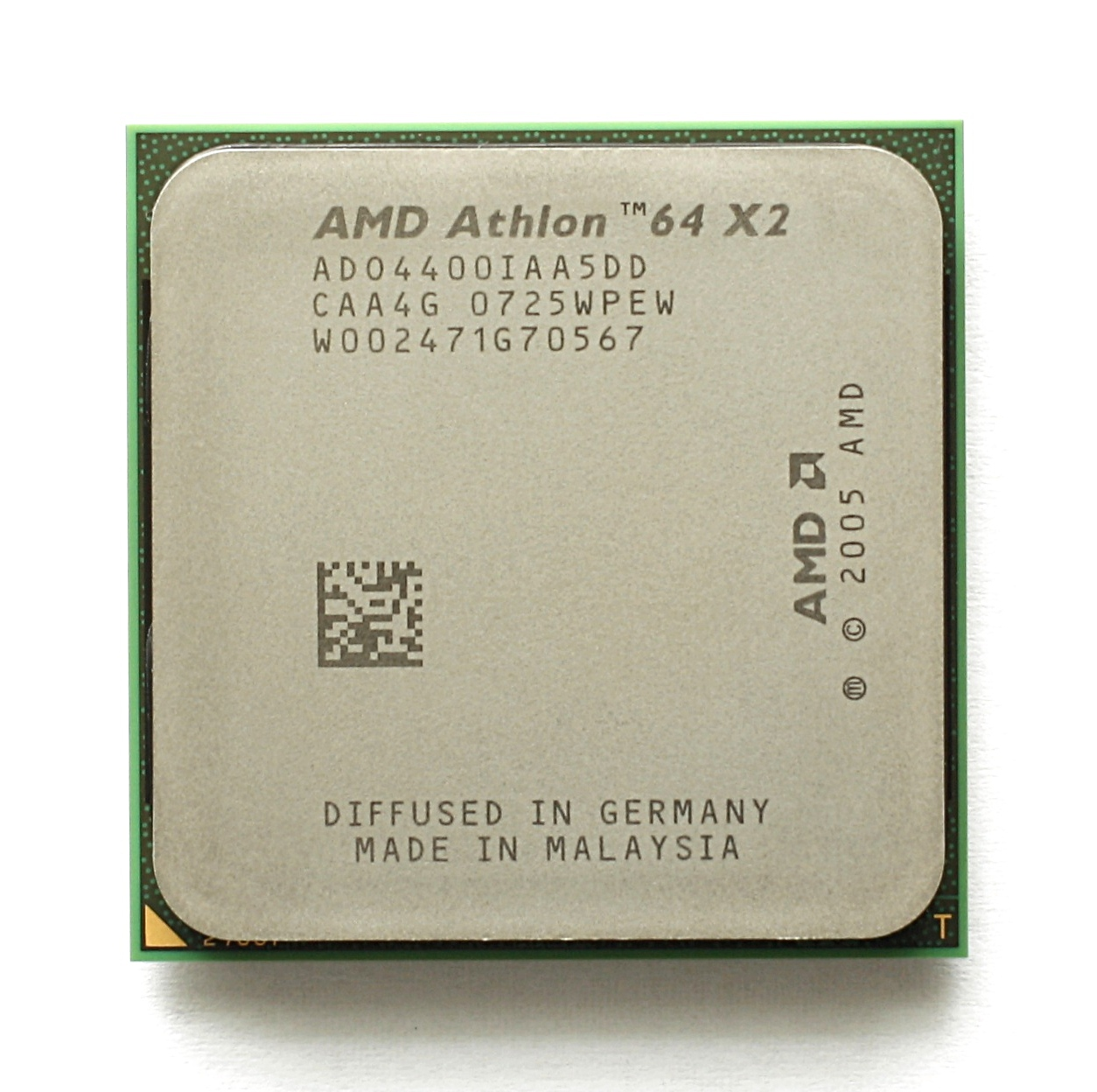
Procesor AMD Athlon 64 X2 Brisbane

64-bit este o arhitectură de calculatoare care utilizează microprocesoare ale căror registre, magistrale de date, adrese și instrucțiuni au lățimea cuvântului de 64 de biți (8 octeți). Un exemplu de procesoare pe 64 de biți sunt cele din familia x86-64. Arhitecturile pe 64 de biți pot adresa 264 numere cuprinse între 0 și 18,446,744,073,709,551,615 și pot folosi 4 GB de memorie sau mai mult.
Un procesor cu adresă de memorie pe 64 de biți ar putea adresa direct teoretic o cantitate de memorie RAM în 16 exabytes (16 milioane terabytes) de memorie.
Arhitecturile pe 64 de biți au fost utilizate începând cu anii 1970 în supercomputerul Cray-1, 1975), în computerele personale și servere cu procesoare RISC începând cu anii 1990. Din 2003, acestea au fost utilizate pe scară largă în computerele personale (x86-64 și PowerPC 64), și de la mijlocul anului 2010 în dispozitive mobile (smartphone-uri, tablete, sisteme înglobate) cu microprocesoare ARMv8-A, AArch64. Toate calculatoarele personale apărute după 2010 au procesor pe 64 de biți.

## Istoric
- 1961: IBM construiește supercomputerul IBM 7030 Stretch utilizând date pe 64 de biți și coduri de computer pe 32 și 64 biți.
- 1974: Control Data Corporation realizează STAR-100 un supercomputer cu instrucțiuni pe 64 biți.
- 1976: Cray Research creează supercomputerul Cray-1 folosind coduri de computer pe 64 de biți.
- 1983: Elxsi a lansat minicomputerul Elxsi 6400 Arhivat în 12 decembrie 2018, la Wayback Machine. în calcul paralel, care are registre de date pe 64 de biți și sistem de adresare pe 32 de biți.
- 1985: Cray a lansat UNICOS, prima versiune pe 64 de biți a sistemului de operare Unix.
- 1989: Intel a lansat procesorul Intel i860. Deși a fost numit "microprocesor pe 64 de biți" în materialele promoționale, a avut o arhitectură pe 32 de biți, suplimentată cu unitatea grafică 3D cu operațiuni pe 64 biți.

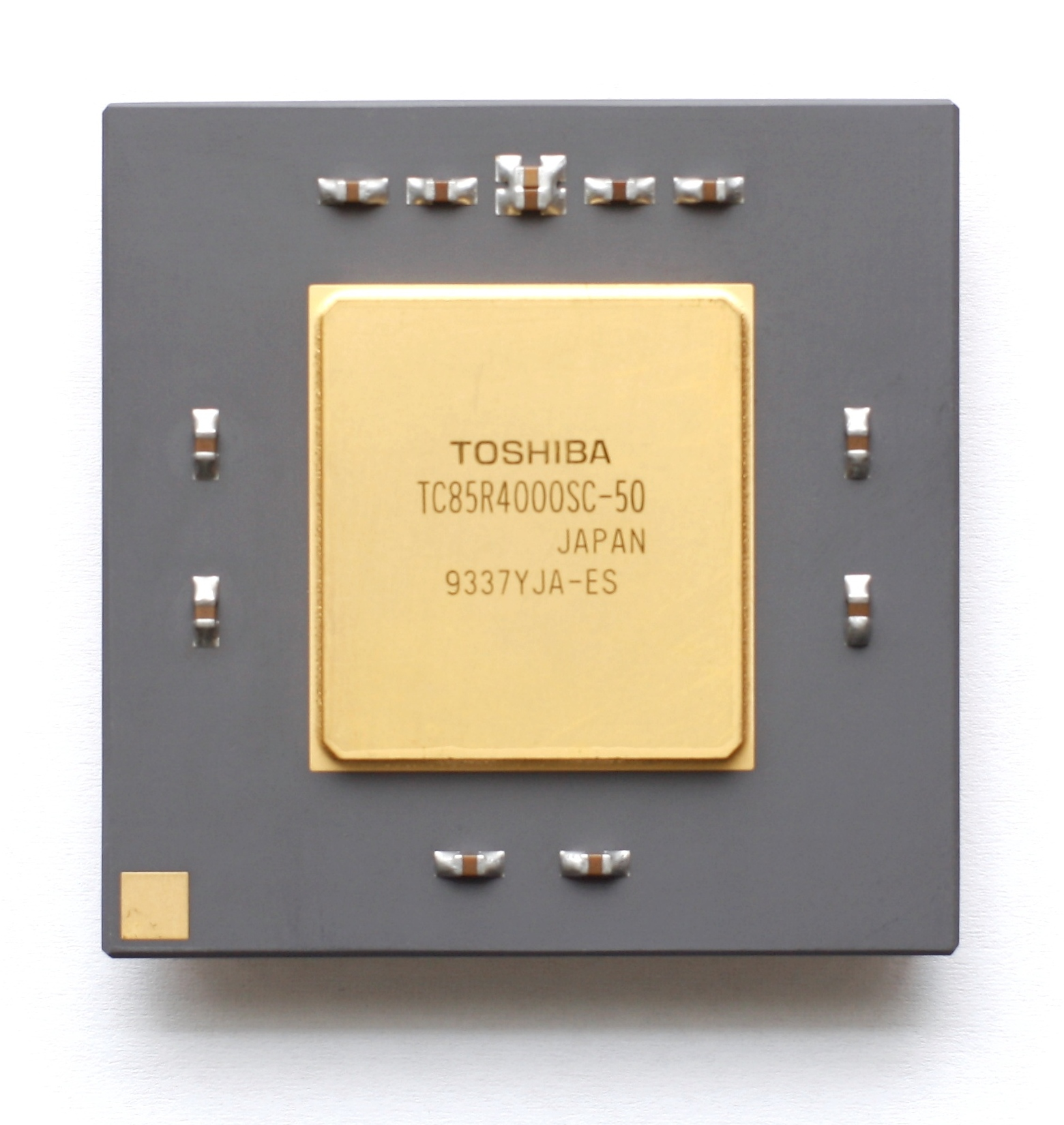
Toshiba MIPS R4000

- 1991: MIPS Technologies produce procesorul pe 64 de biți, R4000. Procesorul a fost pus la dispoziție în 1991 și utilizat în stațiile grafice SGI începândcu seria Crimson, utilizând versiunea pe 64 de biți a sistemului de operare IRIX. Kendall Square Research construiește KSR1, un supercomputer bazat pe procesoare pe 64 de biți.
- 1992: DEC a lansat procesoare Alpha pe 64 de biți care au evoluat din proiectul PRISM.
- 1993: DEC a lansat sistemul de operare pe 64 de biți OSF/1 AXP, pentru sistemele cu procesoare DEC Alpha (mai târziu a fost redenumit Tru64 UNIX).
- 1994: Intel anunță planurile sale pentru arhitectura IA-64 pe 64 de biți (dezvoltate împreună cu HP), urmând procesoarele pe 32 de biți (IA-32). Suportul pentru procesorul MIPS R8000 pe 64 de biți a fost adăugat de Silicon Graphics la versiunea 6.0 a sistemului de operare IRIX.
- 1995: HAL Computer Systems (deținută de Fujitsu) lansează stațiile de lucru HAL AS/400 bazate pe procesoare 64 biți, prima generație de SPARC64 proiectată independent de HAL. DEC a lansat OpenVMS 7.0, prima versiune pe 64 de biți a OpenVMS pentru Alpha. Apare prima distribuție Linux pe 64 de biți, pentru procesoarele Alpha.
- 1996: Sun Microsystems comercializează procesoarele pe 64 de biți, UltraSPARC. Solaris, IRIX și alte variante UNIX continuă să fie cele mai utilizate sisteme de operare pe 64 de biți. Nintendo a introdus consola de jocuri Nintendo 64, construită pe baza unei versiuni a procesorului MIPS R4000. HP lansează procesorul PA-8000, versiunea pe 64 de biți a arhitecturii PA-RISC. Suportul pentru procesorul MIPS R4000 pe 64 de biți a fost adăugat de Silicon Graphics la versiunea 6.2 a sistemului de operare IRIX.
- 1997: IBM comercializează procesoarele seriei RS64 pe 64 biți.
- 1998: IBM a lansat procesorul POWER3, care este o arhitectură de procesor complet pe 64 de biți PowerPC/POWER. Sun lansează Solaris 7 cu suport complet pentru procesoarele UltraSPARC pe 64 de biți.
- 1999: Intel publică o descriere a setului de instrucțiuni IA-64. AMD dezvăluie o descriere a extinderii pe 64 de biți a arhitecturii IA-32, numită x86-64 (ulterior redenumită AMD64).
- 2000: IBM comercializează primul sistem mainframe pe 64 de biți, z900 din seria zSeries și noul sistem de operare Z/OS. z/Architecturae este o dezvoltare pe 64 de biți a arhitecturii ESA/390 pe 32 de biți, succesor al arhitecturii System/360. Sistemele ZSeries cu sistem de operare Linux se dezvoltă rapid.
- 2001: Intel comercializează linia de procesoare pe 64 de biți Itanium care vizează piața de servere de ultimă generație. Linux este primul sistem de operare care rulează pe procesor Itanium 64 bit în momentul lansării acestuia. Microsoft a introdus versiunea pe 64 de biți a Windows XP pentru procesoarele Itanium.
- 2002: Intel introduce Itanium 2.
- 2003: AMD comercializează procesoarele Opteron și Athlon 64 pe 64 de biți. Apple comercializează, de asemenea, CPU-uri PowerPC pe 64 de biți prin intermediul IBM și Motorola, împreună cu o actualizare a sistemului de operare MacOS. Apple a lansat computerul iMac G5 pe 64 de biți cu un procesor PowerPC 970. Mai multe distribuții Linux sunt disponibile cu suport pentru arhitectura x86-64. Microsoft anunță dezvoltarea unei versiuni a sistemului de operare Windows pentru cipurile AMD. Apple a lansat Mac OS X 10.3 Panther, cu suport pentru calculul integral pe 64 de biți pentru procesoarele PowerPC 970. Mai multe distribuții Linux sprijină AMD64. Microsoft anunță planurile de a crea o versiune Windows pentru AMD64. Suportul AMD64 apare în sistemul FreeBSD.
- 2004: Ca răspuns la succesul pe piață al AMD64, Intel anunță dezvoltarea unei extensiicompatibile IA-32e (ulterior redenumită EM64T și apoi Intel 64). Intel începe sălivreze actualizări Xeon și Pentium 4 pentru instrucțiuni noi pe 64 de biți. VIA Technologies anunță dezvoltarea procesorului VIA Isaiah pe 64 de biți.
- 2005: Intel lansează primul său procesor dual-core Pentium Extreme Edition 840 și noile cipuri Pentium D. Procesoarele dual-core Itanium 2 vor urma la sfârșitul anului.

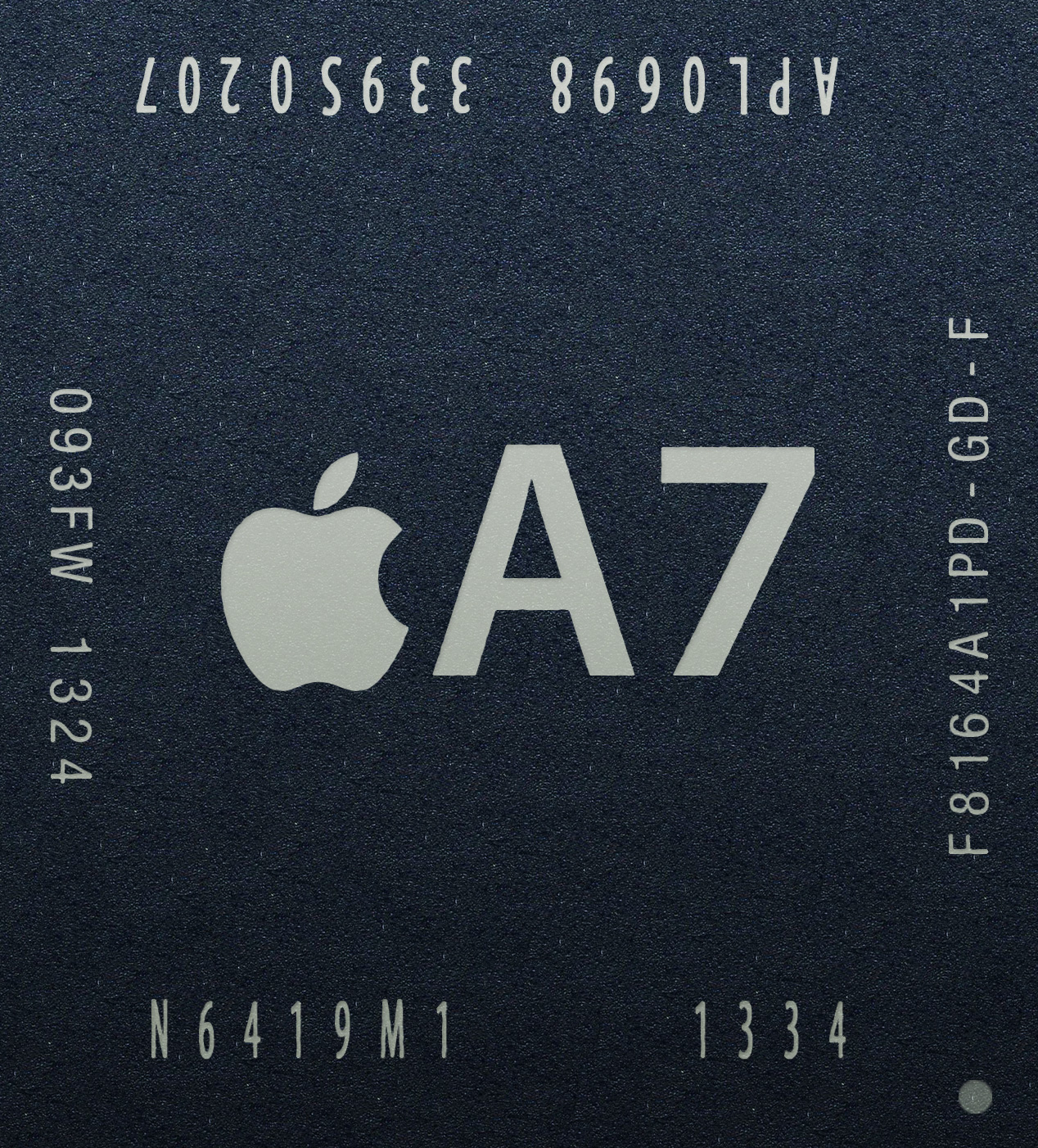
Apple A7

- 2005: Loongson lansează primul procesor compatibil cu specificațiile x86-64, numit Longson 2. Pe 30 aprilie, Microsoft comercializează Windows XP x64 Edition pentru procesoarele x86-64. Sun a lansat sistemul Solaris 10 cu suport pentru AMD64 și EM64T. În mai, AMD comercializează familia de procesoare dual-core Athlon 64 X2. În luna iulie, IBM anunță noul său procesor dual-core PowerPC 970MP Antares pe 64 de biți.
- 2006: Alianța Sony, IBM și Toshiba a început să producă un microprocesor hibrid pe 64 de biți pentru serverele PlayStation 3 și alte aplicații.
- 2007: Apple lansează Mac OS X v10.5 "Leopard" cu suport complet pentru aplicațiile pe 64 de biți pe PowerPC 970 și EM64T.
- 2013: Apple prezintă oficial iPhone 5S, primul telefon cu arhitectură ARM pe 64 de biți inclus în microprocesorul Apple A7.[5]

## Arhitecturi 64-bit
- DEC Alpha
- EM64T (Intel 64): procesoare Celeron bazate pe Core2, Pentium 4 (Cedar Mill și mai târziu Prescott), Pentium D, Xeon, Core 2, Core i3, Core i5, Core i7 și unele procesoare Atom.
- Intel IA-64: în procesoarele Itanium
- AMD64: în procesoarele Athlon 64, Opteron, Sempron, Turion 64, Phenom, Athlon II, Phenom II
- SPARC (Sun Microsystems): UltraSPARC, Niagara, OpenSPARC
- Sparc64 (Fujitsu)
- IBM POWER: POWER6, POWER7, PowerPC 970, Cell și IBM PowerXCell
- PowerPC (IBM/Motorola): PowerPC 620, PowerPC 970
- z/Architecture (IBM): utilizată în mainframe zSeries și System z9
- MIPS (MIPS Technologies): MIPS IV, MIPS V și MIPS64 (procesoare R4000, R5000, R10000, R12000, R14000, R16000)
- PA-RISC (HP): PA8000
- RISC-V (University of California, Berkeley)
- VIA Technologies: extensii pe 64 de biți implementate în VIA Nano
- ARM: ARMv8, AArch64, ARM Cortex-A53, Cortex-A57 și altele
- Apple: Apple A7, Apple A8, Apple A8X, Apple A9, Apple A9X.[6]

## Sisteme de operare 64-bit
Sistemele de operare pentru arhitecturi pe 64 de biți suportă în general atât aplicații pe 32 biți, cât și aplicații pe 64 de biți. Majoritatea au o versiune pe 32 de biți și o versiune pe 64 de biți.

### Unix și derivate

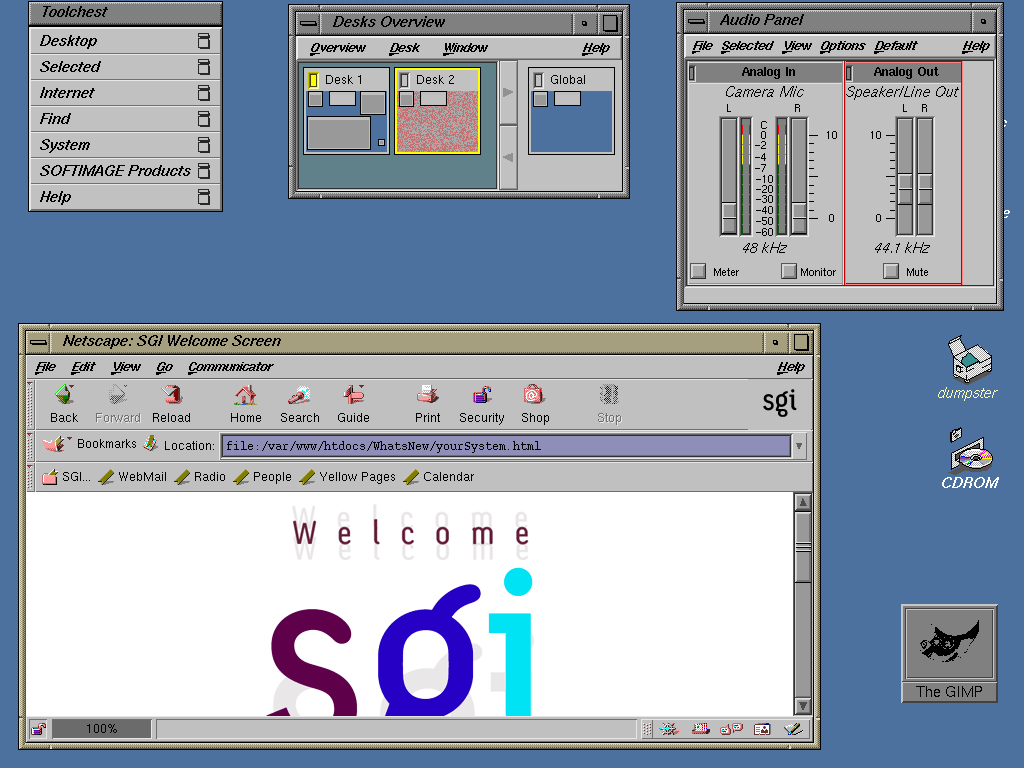
IRIX 6.5 Desktop

- IRIX (arhitectura MIPS), versiunea 6.0 din 1994, a fost primul sistem de operare pe 64 de biți
- HP-UX, din 1997 (v11.0).
- Solaris, din 1998 (v7).
- Distribuțiile GNU/Linux din 2001 (kernel 2.4).
- FreeBSD 2004 (v5.2-RELEASE).
- OpenBSD, 2004 (v3.5).
- NetBSD, 2004 (v2.0).
- Mac OS X, (pentru arhitecturile PowerPC și x86), din 2009 versiunea 10.6 "Snow Leopard", din 2012 versiunea 10.8 "Lion Mountain".
- iOS 7. Începând iOS 11 din 2017, toate aplicațiile sunt pe 64 de biți.
- Android Lollipop[7]

### Microsoft
Versiuni ale produselor Microsoft concepute pentru arhitecturi pe 64 de biți au fost disponibile cu mult înainte de apariția Windows 2000 : Windows NT 3.x și Windows NT 4.0 au existat în versiuni adaptate procesoarelor DEC Alpha sau MIPS R4000.
Versiunile recente pe 64 de biți Microsoft Windows pentru arhitectura Itanium au fost disponibile începând cu anul 2001. Următoarele sisteme sunt disponibile în versiunea pe 64 de biți pentru procesoarele Itanium: Windows 2000 "Janus", Windows XP Professional x64 Edition, Windows Server 2003 și Windows Server 2008, Windows 7, Windows 8, Windows 10.

### IBM
- OS/400 pentru AS/400 și i5/OS pentru iSeries și i5
- Z/OS pentru mainframe.

## Avantaje
- Suportă memorie RAM ce depășește 4 GB.
- Se pot rula și aplicații pe 32-bit, prin intermediul unui sistem propriu de compatibilitate (WOW64 Windows-on-Windows 64-biți).
- Viteza sistemului de operare și a interacțiunilor cu sistemul hardware crește, uneori considerabil.
- Performanța aplicațiilor pe 64 de biți crește în raport cu cele pe 32 de biți.
- Majoritatea sistemelor software și hardware sunt dezvoltatate compatibile cu 64 de biți
- Un procesor pe 64 de biți are o configurație mult îmbunătățită, are mai mulți tranzistori și o viteză mai mare.
- Arhitectură pe 64 de biți lucrează mai ușor cu seturi de date foarte mari în aplicații video digitale și în baze de date de dimensiuni foarte mari.

## Dezavantaje
- Aplicațiile pe 32 de biți, deși vor putea fi executate, vor avea performanțe mai scăzute atunci când sunt rulate în sisteme de operare pe 64 de biți, datorită procesului de emulare.
- Driverele pe 32 de biți nu pot fi folosite pe sistemele de operare pe 64 de biți.
- Driverele componentelor hardware trebuie să fie semnate digital, ceea ce contribuie la mărirea securității, însă pot apărea probleme la instalarea unor drivere care nu au încă semnătură digitală.
- Este nevoie de memorie RAM și spațiu de stocare mult mai mare.
- Procesoarele pe 64 de biți sunt mai complexe, folosesc mai multă energie, emană mai multă căldură și au un preț mai ridicat.
- Calculatoarele virtuale pe 64 de biți pornesc mai încet decât cele pe 32 de biți.[9][10]